# الصياقة (دوعن)
'

تعديل مصدري - تعديل

الصياقة هي إحدى قرى عزلة صيف بمديرية دوعن التابعة لمحافظة حضرموت، بلغ تعداد سكانها 78 نسمة حسب تعداد اليمن لعام 2004.